# Ischalia costata
Ischalia costata är en skalbaggsart som först beskrevs av Leconte 1861.  Ischalia costata ingår i släktet Ischalia och familjen kvickbaggar. Inga underarter finns listade i Catalogue of Life.